# Lancaster Township (comtat de Butler)
Lancaster Township, Township of Lancastero simplement Lancaster és un civil township al comtat de Butler, Pennsilvània, Estats Units. D'acord al cens del 2020 tenia una població de 2.747 habitants.

## Geografia física
Lancaster rau al llarg de la frontera occidental del comtat de Butler, amb els comtats de Beaver i Lawrence a l'oest. El township inclou la comunitat no incorporada de Middle Lancaster.
La interestatal 79 passa pel township, encara que sense sortida. Els punts d'accés més propers des de la I-79 són la sortida 88 al sud a Jackson Township i la sortida 96 al nord al township de Muddy Creek. La ruta 19 dels Estats Units, la Perry Highway, és una carretera local paral·lela que passa pel centre de Middle Lancaster.
D'acord a l'Oficina del Cens el township té una superfície de 23.0 milles quadrades (59.6 km2), de les quals 0.0077 milles quadrades (0.02 km2)  , o 0,03%, son cobertes per les aigües.

## Geografia humana
Segons el cens del 2000 tenia 2.511 habitants, 906 habitatges, i 755 famílies, amb una densitat de població era 107.4 habitants per milla quadrada (41.5/km2). Hi havia 932 habitatges amb una densitat mitjana de 15,4 habitatges/km  39.9 per milles quadrades (15.4/km2)  . La composició racial del township era 99,00% blancs, 0,24% afroamericans, 0,24% asiàtics, 0,04% illencs del Pacífic, 0,08% d'altres races i 0,40% de dues o més races. Els hispans o llatins de qualsevol raça eren el 0,44% de la població.
Dels 906 habitatges en un 36,4% hi vivien menors de 18 anys, en un 73% hi vivien parelles casades, en un 6,1% dones solteres, i un 16,6% no eren famílies. En el 13,8% dels habitatges hi vivien persones soles el 3,2% de les quals corresponien a persones de 65 anys o més vivint-hi soles. A cada habitatge hi vivien de mitjana 2,77 persones, i pel que fa a les famílies, aquesta ascendia a 3,04 persones.
Per edats la població es repartia en les següents classes etàries: un 25,9% tenia menys de 18 anys, un 6,2% entre 18 i 24, un 31% entre 25 i 44, un 27,4% entre 45 i 60 i un 9,6% 65 anys o més. La mitjana d'edat era de 39 anys. Per cada 100 dones, hi havia 107,0 homes. Per cada 100 dones de 18 o més anys hi havia 101,3 homes.
La renda mediana per habitatge era de 49.524 $ i la renda mediana per família de 53.621 $. Els homes tenien una renda mediana de 39.286 $ mentre que la de les dones era de 25.962 $. La renda per capita de la població era de 21.845 $. Un 5,1% de les famílies i el 6,7% de la població estaven per davall del llindar de pobresa, incloent el 10,6% dels menors de 18 anys i el 5,0% dels 65 o més.